# تشارلز لويد (ملحن)
تشارلز لويد (بالإنجليزية: Charles Lloyd)‏ هو عازف جاز وملحن أمريكي، ولد في 15 مارس 1938 في ممفيس في الولايات المتحدة.

## وصلات خارجية
- الموقع الرسمي
- تشارلز لويد على موقع IMDb (الإنجليزية)
- تشارلز لويد على موقع ميوزك برينز (الإنجليزية)
- تشارلز لويد على موقع أول ميوزيك (الإنجليزية)
- تشارلز لويد على موقع ديسكوغز (الإنجليزية)
- تشارلز لويد على موقع قاعدة بيانات الفيلم (الإنجليزية)